# 傑克羅伯茨魮脂鯉
傑克羅伯茨魮脂鯉，為輻鰭魚綱脂鯉目脂鯉亞目脂鯉科的其中一個種，為熱帶淡水魚，分布於南美洲秘魯亞馬遜盆地帕斯塔薩河淡水流域，棲息在底中水層水域，生活習性不明。

## 扩展阅读
- 維基物種上的相關：傑克羅伯茨魮脂鯉